# Ludworth and Chisworth
Ludworth and Chisworth var en civil parish från 1866 till 1896 då den blev en del av Ludworth och Chisworth, i England. Civil parish var belägen 10 km från Manchester och hade 2 240 invånare år 1891.